# Karl Amersbach
Karl Friedrich Amersbach (* 6. Oktober 1884 in Konstanz; † 6. April 1952 in Barcelona, Spanien) war ein deutscher Mediziner und Hochschullehrer.

## Leben
Amersbach war der Sohn des Gymnasialprofessors Karl Amersbach aus Konstanz und dessen Ehefrau Karoline geborene Kieffer. Nach dem Besuch der Gymnasien in Baden-Baden und Freiburg im Breisgau studierte er ab 1903 Medizin an den Universitäten Straßburg, München und Freiburg im Breisgau. 1908 promovierte er zum Dr. med. und war anschließend als Hals-Nasen-Ohren-Arzt tätig. 1917 habilitierte er bei Otto Kahler in Freiburg.
1917 wurde Amersbach Privatdozent und 1921 außerordentlicher Professor an der Universität Freiburg im Breisgau. 1927 erhielt er die Berufung als ordentlicher Professor der Oto-Rhino-Laryngologie an der Deutschen Universität Prag. In dieser Funktion wurde er Vorstand der Vereinigung deutscher Hals-Nasen-Ohrenärzte in der Tschechoslowakei. In Prag erlebte er 1939 die Bildung des Protektorats Böhmen und Mähren. Er kehrte daraufhin in das Deutsche Reich zurück und wirkte fortan bis zu seinem Tod 1952 als Leiter der HNO-Klinik der Medizinischen Akademie in Düsseldorf. In Düsseldorf richtete er u. a. im Jahre 1940 eine phoniatrische Abteilung ein. Amersbach starb während einer Spanien-Reise. Von 1951 bis zu seinem Tod war er Rektor der Universität Düsseldorf. 1940 wurde er zum Mitglied der Deutschen Akademie der Naturforscher Leopoldina gewählt.
Zu seinen Schülern zählten Karl Mündnich und Herbert Greven.

## Familie
Karl Amersbach war verheiratet mit Maria Donius. Aus ihrer Ehe ging der Sohn Otto (* 1927) hervor.

## Schriften (Auswahl)
In den 1920er Jahren wirkte er mit an der Erarbeitung des mehrbändigen Handbuchs der Hals-, Nasen-, Ohren-Heilkunde mit Einschluss der Grenzgebiete, das bei J. Springer in Berlin erschien. Ferner publizierte er u. a.:
- Ärztliche Sachverständigentätigkeit auf dem Gebiete der Ohrenheilkunde (= Handbuch der ärztlichen Sachverständigen-Tätigkeit, Band 4, Teil 2), Berlin, Wien, 1931.